# Grand Prix Číny 2004

Schéma okruhu

Grand Prix Číny Sinopec Chinese Grand Prix 2004.
- 26. září 2004
- Okruh Šanghaj
- 56 kol x 5,451 km = 305,066 km
- 729. Grand Prix
- 9. vítězství Rubense Barrichella
- 181. vítězství pro Ferrari

## Výsledky

### Pořadí v cíli
| Pozice | Jezdec               | Vůz              | Čas                      |
| ------ | -------------------- | ---------------- | ------------------------ |
| 1      | Rubens Barrichello   | Ferrari F2004    | 1:29'12.420              |
| 2      | Jenson Button        | BAR 006          | á 0:01:347               |
| 3      | Kimi Räikkönen       | McLaren MP 4/19B | á 0:01:469               |
| 4      | Fernando Alonso      | Renault R 24     | á 0:32:510               |
| 5      | Juan Pablo Montoya   | Williams FW26    | á 0:45:193               |
| 6      | Takuma Sató          | BAR 006          | á 0:54:791               |
| 7      | Giancarlo Fisichella | Sauber C 23      | á 0:65:464               |
| 8      | Felipe Massa         | Sauber C 23      | á 0:80:080               |
| 9      | David Coulthard      | McLaren MP 4/19B | á 0:80:619               |
| 10     | Mark Webber          | Jaguar R5B       | á 1 kolo                 |
| 11     | Jacques Villeneuve   | Renault R 24     | á 1 kolo                 |
| 12     | Michael Schumacher   | Ferrari F2004    | á 1 kolo                 |
| 13     | Nick Heidfeld        | Jordan EJ 14     | á 1 kolo                 |
| 14     | Olivier Panis        | Toyota TF 104B   | á 1 kolo                 |
| 15     | Timo Glock           | Jordan EJ 14     | á 1 kolo                 |
| 16     | Zsolt Baumgartner    | Minardi PS 04 B  | á 3 kola                 |
| Kolo   | Odstoupili           | -                | -                        |
| 38     | Gianmaria Bruni      | Minardi PS 04 B  | Kolo                     |
| 37     | Ralf Schumacher      | Williams FW26    | Kolize s Coulthardem     |
| 35     | Ricardo Zonta        | Toyota TF 104B   | Motor                    |
| 11     | Christian Klien      | Jaguar R5B       | Kolize s M. Schumacherem |

### Nejrychlejší kolo
- Michael Schumacher Ferrari 1'32.238 – 212.750 km/h

### Vedení v závodě
- 1-12 kolo Rubens Barrichello
- 13-14 kolo Jenson Button
- 15 kolo Ralf Schumacher
- 16-29 kolo Rubens Barrichello
- 30-35 kolo Jenson Button
- 36-56 kolo Rubens Barrichello

### Body
- Jezdci
  - 10 Rubens Barrichello
  - 8 Jenson Button
  - 6 Kimi Raikkonen
  - 5 Fernando Alonso
  - 4 Juan Pablo Montoya
  - 3 Takuma Sató
  - 2 Giancarlo Fisichella
  - 1 Felipe Massa
- Vozy
  - 11 B.A.R.
  - 10 Ferrari
  - 6 McLaren
  - 5 Renault
  - 4 Williams
  - 3 Sauber

### Postavení na startu
- červeně – výměna motoru / posunutí o 10 míst
- Modře – startoval z boxu

| 1. řada  | 1                    | 2                  |
|          | Rubens Barrichello   | Kimi Räikkönen     |
|          | Ferrari              | McLaren            |
|          | 1'34.012             | 1'34.178           |
| 2. řada  | 3                    | 4                  |
|          | Jenson Button        | Felipe Massa       |
|          | BAR                  | Sauber             |
|          | 1'34.295             | 1'34.759           |
| 3. řada  | 5                    | 6                  |
|          | Ralf Schumacher      | Fernando Alonso    |
|          | Williams             | Renault            |
|          | 1'34.891             | 1'34.917           |
| 4. řada  | 7                    | 8                  |
|          | Giancarlo Fisichella | Olivier Panis      |
|          | Sauber               | Toyota             |
|          | 1'34.951             | 1'34.975           |
| 5. řada  | 9                    | 10                 |
|          | David Coulthard      | Juan Pablo Montoya |
|          | McLaren              | Williams           |
|          | 1'35.029             | 1'35.245           |
| 6. řada  | 11                   | 12                 |
|          | Mark Webber          | Jacques Villeneuve |
|          | Jaguar               | Renault            |
|          | 1'35.285             | 1'35.384           |
| 7. řada  | 13                   | 14                 |
|          | Ricardo Zonta        | Nick Heidfeld      |
|          | Toyota               | Jordan             |
|          | 1'35.410             | 1'36.507           |
| 8. řada  | 15                   | 16                 |
|          | Christian Klien      | Timo Glock         |
|          | Jaguar               | Jordan             |
|          | 1'36.535             | 1'37.140           |
| 9. řada  | 17                   | 18                 |
|          | Gianmaria Bruni      | Takuma Sato        |
|          | Minardi              | BAR                |
|          | – -- ---             | 1'34.993           |
| 10. řada | 19                   | 20                 |
|          | Zsolt Baumgartner    | Michael Schumacher |
|          | Minardi              | Ferrari            |
|          | 1'40.240             | – -- ---           |
| -------- | -------------------- | ------------------ |

### Zajímavosti
- Na novém okruhu se představil nový model vozu Jaguar R5B
- Michael Schumacher vybojoval 10 nejrychlejší kolo v sezóně a 66 v kariéře.